# KC-X
KC-Xとは、アメリカ空軍における次期空中給油機選定計画のことである。KC-X自体は選定計画の名称であり、特定の機種を指し示すものではない。

## 概要

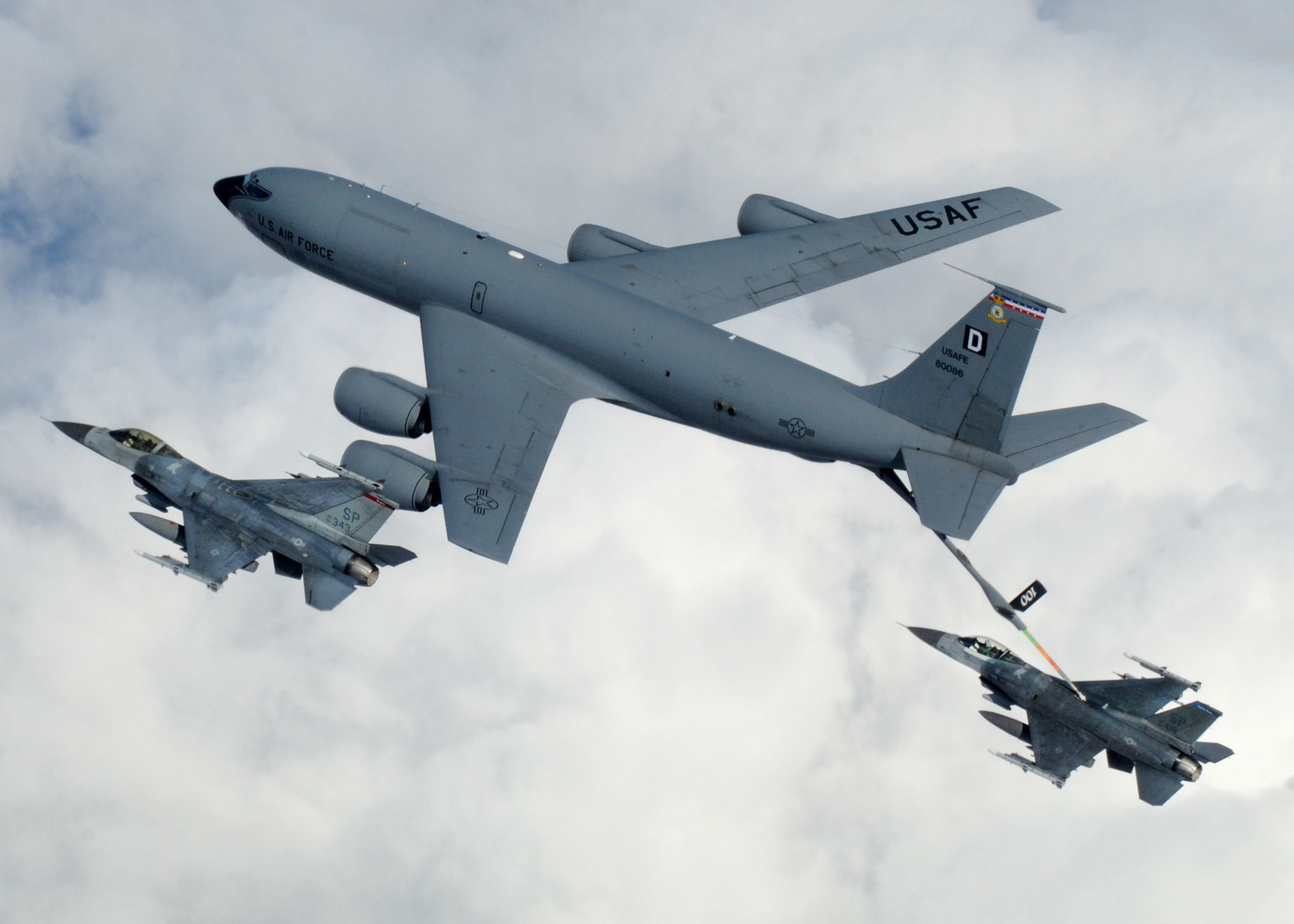
50年以上運用されているKC-135

アメリカ空軍において採用されている空中給油機は長期間用いられているものであり、KC-Xの選定はめったに行われるものではない。アメリカ空軍は1950年代後半より、世界初の本格的な空中給油機であるKC-135をエンジン換装などの近代化改修を実施しながら長年にわたり運用してきた。1980年代にはより大型のKC-10を部分的に導入したものの、KC-10の導入は60機に留まり、空中給油機の主力は依然として近代化改修を行ったKC-135のままであり続けた。
しかし、1990年代に入るとKC-135も老朽化が激しくなり、これを更新するKC-Xの選定が行われることとなった。1996年に会計検査院（GAO）が「将来的な戦力維持に問題がある。」として、KC-Xの選定開始を勧告した。2001年には空軍が「KC-135の運用経費が2001年から2040年の間に大幅に増加する。」と発表、2040年には全機を退役させるべきとの見方を示し、そのためには遅くとも2012年までにKC-Xを実用化させる必要があるとした。KC-135は600機以上が運用中のため、更新機材は数百機に及ぶことは確実であり、大型の選定計画となっている。
大型空中給油機としてKC-10が運用中であることもあり、KC-Xには中程度のサイズで、低コストで入手・運用できることが求められた。また、アメリカ空軍の空中給油方式であるフライングブーム方式を装備した機体であることも求められる。

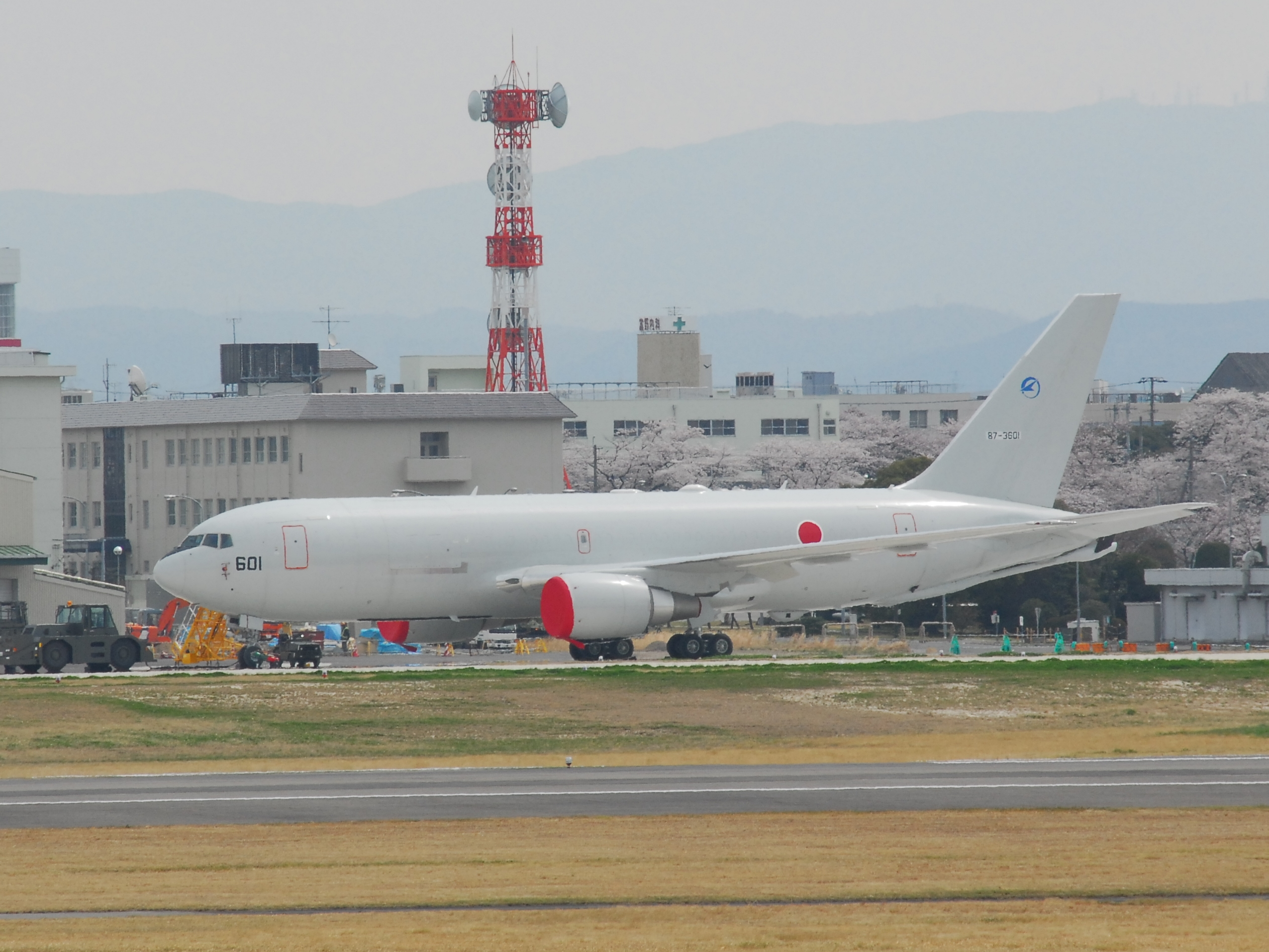
導入が計画されるも撤回されたKC-767
（画像は航空自衛隊のKC-767）

KC-135の製造者でもあるボーイング社は、新型の空中給油機としてボーイング767型機をベースとするKC-767の開発を行っており、これは2001年にイタリア空軍と航空自衛隊に採用されるなど、実績をあげていた。ボーイングはKC-767をKC-Xとして国防総省に提案、軍の支出削減要請に応える為に、まず100機をリース契約で調達する案を提示した。国防総省も2003年5月23日に、このリース・プログラムについての発表を行い、前向きな姿勢を示した。発表によるとこの案は、2006年から100機のKC-767を1億3100万ドルで借り入れ、リース契約特有の経費として1機当たり700万ドルが必要としているが、総経費は160億ドル以下に抑えられる。また、リース契約が終了する2017年に、全機を約44億ドルで購入する、とした。なお、このアメリカ軍向けのエンジンはイタリアや日本と異なり、プラット・アンド・ホイットニー製PW4000を装備するものであった。
空軍は7月14日に議会へリース案を通告した。しかし、議会から「最初からボーイング単独指名のような計画で進められたのはなぜか」と問い詰められ、また、会計検査院は経費が膨大になると試算した。検査院によると、100機のリース総額は200億から300億ドルとなる一方、現有のKC-135Eを近代化・延命改修してKC-135Rとする案の総額は36億ドル程度で、リースよりも約224億ドル節約できる。また、KC-767のために各基地に新しいインフラを建設しなければならず、その経費は約17億ドルで、それだけでKC-135Eを59機改修できる、とした。また、国防総省高官とボーイング社の間に汚職問題があがり、ボーイング社幹部の辞職および関係者が逮捕されることとなった。これらにより、リース案は2003年12月に撤回され、KC-X選定も延期された。

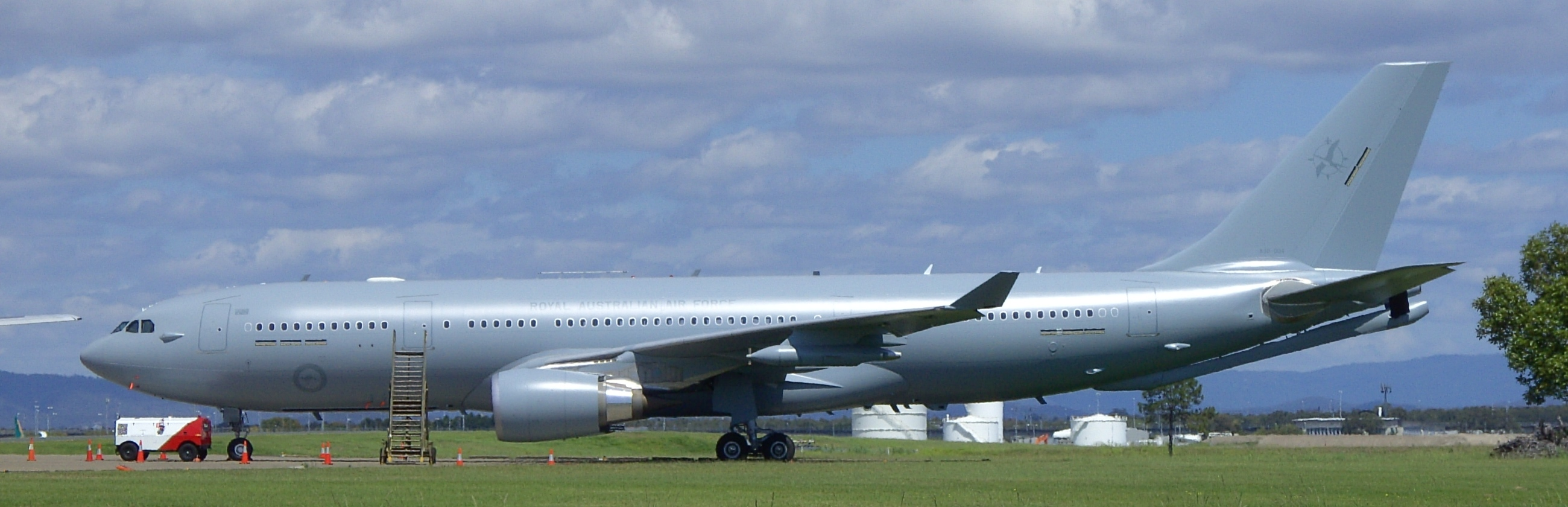
ヨーロッパ製のA330 MRTT（画像はオーストラリア空軍のKC-30A）

選定延期の混乱により、最有力である旅客機改造案のほか、中古機（実質DC-10）改造と既存KC-135Eの改修案、大型「給油機」と小型「戦術給油機」を調達し、混合して運用する案も提示された。2005年8月に空軍は「KC-10のような大型給油機を装備するのが最適」として、エアバスA330、ボーイング777、ボーイングC-17 グローブマスターIII輸送機のどれかをベースとした改造機案をしめしている。このうち、C-17は2007年に調達を完了する事となっており、生産ラインも閉じられる為、実質はボーイングかエアバスの旅客機を採用する事が予想されたが、開発段階のものであり、性能と運用コストの点で777改造機やA330MRTTは未知数であった。
2007年1月30日は国防総省はプロポーザル入札を発表している。この入札にはボーイングおよびノースロップ・グラマン&EADS連合が参加している。2007年2月に空軍は入札候補としてKC-767も挙げ、ボーイングは777と767の比較を行った結果、4月12日にKC-767ATを提案する事を決定した。ノースロップ・グラマン&EADS連合はKC-30Tの名称でエアバス A330 MRTTを提案した。
KC-767は、イタリア空軍と航空自衛隊への納入に遅延をきたし、先のスキャンダルとエアバス A330 MRTTよりサイズが小さいことも論点となった。なお、提案された機体はKC-767ATであり、KC-767AおよびJ型とは型式がやや異なるものである。エアバス A330 MRTTはフライングブームの実績がないことと、ヨーロッパ製の機体であり、他国製機体の採用に関わる感情の問題と製造に関わる雇用問題が論点となった。
2008年2月29日、国防総省はA330MRTTをKC-45として採用することを発表した。しかし、この選定について、ボーイング側は3月11日に会計監査院(GAO)に対してEADS及びノースロップ・グラマン案採用に関する異議を申し立てた。6月18日に、GAOは空軍の選定に重大な誤りがあるという調査結果を公表し、機種選定はやり直されることとなった。
2010年3月9日、ノースロップ・グラマンが入札を見送ると発表、2011年2月24日、国防総省はKC-767をKC-46Aの名称で採用した。計画では179機調達予定で、18機のKC-46Aを2017年まで調達するとしている。

## 他計画
KC-Y
主にKC-10 エクステンダー代替機計画。ロッキード・マーティンが既にEADS A330 MRTTをベースとした空中空輸機「LMXT」を提案。ボーイングはKC-46再提案見込み。
KC-Z
無人多用途機MQ-25ベース給油型を含む次世代空中給油機計画。

## 仕様
2010年7月の時点において3機種が提案されていた。EADSはエアバス A330 MRRT/KC-30, ボーイングはKC-767, アントノフ/US エアロスペースチームは An-112KCをそれぞれ提案した。これらの航空機の仕様と同様に代替予定のKC-135も比較の為に掲載する。
|                    | KC-135R                                                  | A330 MRTT / KC-30                     | KC-767 先進給油機                     | An-112KC                                               |
| ------------------ | -------------------------------------------------------- | ------------------------------------- | ------------------------------------- | ------------------------------------------------------ |
| 全長               | 136 ft 3 in (41.5 m)                                     | 192 ft 11 in (58.8 m)                 | 159 ft 2 in (48.5 m)                  | 131 ft 5 in (40.1 m)                                   |
| 全高               | 41 ft 8 in (12.7 m)                                      | 57 ft 1 in (17.4 m)                   | 52 ft (15.8 m)                        | 53 ft 2 in (16.2 m)                                    |
| 翼幅               | 130 ft 10 in (39.9 m)                                    | 197 ft 10 in (60.3 m)                 | 156 ft 1 in (47.6 m)                  | 166 ft 2 in (50.6 m)                                   |
| 胴体幅             | 12 ft (3.66 m)                                           | 18 ft 6 in (5.64 m)                   | 16 ft 6 in (5.03 m)                   | 17 ft 1 in (5.21 m)                                    |
| 胴体高             | 14 ft (4.27 m)                                           | 18 ft 6 in (5.64 m)                   | 17 ft 9 in (5.41 m)                   | 不明                                                   |
| エンジン           | 4 x CFMインターナショナル CFM56                          | 2 x RR トレント 700 または GE CF6-80  | 2 x P&W PW4062                        | 2 x GE GEnx-1B74/75, E・A GP7277 または P&W PW4074/74D |
| 推力               | 4 x 21,634 lbf (96.2 kN)                                 | 2 x 72,000 lbf (320 kN)               | 2 x 63,500 lbf (282 kN)               | 不明                                                   |
| 乗客               | 80                                                       | 226-280                               | 190                                   | 300                                                    |
| 貨物               | 6 x 463L パレット                                        | 32 x 463L パレット                    | 19 x 463L パレット                    | 8 パレット                                             |
| 最大燃料積載量     | 200,000 lb (90,700 kg)                                   | 250,000 lb (113,000 kg)               | 202,000 lb (91,600 kg)以上            | 139,000 lb (63,000 kg)                                 |
| 最大離陸燃料積載量 | 約200,000 lb (90,700 kg)                                 | 245,000 lb (111,000 kg)               | 202,000 lb (91,600 kg)以上            | 139,000 lb (63,000 kg)                                 |
| 航続距離           | 11,015 nmi (12,680 mi; 20,400 km)                        | 6,750 nmi (7,768 mi; 12,500 km)       | 6,590 nmi (7,584 mi; 12,200 km)       | 6,800 nmi (7,825 mi; 12,590 km)                        |
| 巡航速度           | マッハ 0.79 (530 mph または 853 km/h)                    | マッハ 0.82 (534 mph または 859 km/h) | マッハ 0.80 (530 mph または 853 km/h) | 不明                                                   |
| 最大速度           | マッハ 0.90 (600 mph または 966 km/h)                    | マッハ 0.86 (570 mph または 917 km/h) | マッハ 0.86 (570 mph または 917 km/h) | 不明                                                   |
| 最大離陸重量       | 322,500 lb (146,300 kg)                                  | 507,000 lb (230,000 kg)               | greater than 400,000 lb (180,000 kg)  | 364,000 lb (165,000 kg)                                |
| 最大着陸重量       | 322,500 lb (146,300 kg), normally 200,000 lb (91,000 kg) | 396,800 lb (180,000 kg)               | 300,000 lb (140,000 kg)               | 不明                                                   |
| 非積載重量         | 約122,000 lb (55,000 kg)                                 | 263,700 lb (119,600 kg)               | 181,600 lb (82,400 kg)                | 164,000 lb (74,000 kg)                                 |

出典: ノースロップ グラマン KC-30, エアバス A330, KC-767 先進給油機, ボーイング 767, 民間航空機, A330 FSTA An-112KC

## 2010年のロシアUAC入札参加の報道
2010年に統一航空機製造会社(UAC)に精通した人物からの情報でIl-98と呼ばれるIl-96の給油機型を提供しようとしていると報じられた。UACの弁護士ジョン・カークランド氏は「UACは、月曜日の午前までに、米国で多くの機会が期待される最初の合弁事業合意書に調印することを公表する」と発言し、また「米空軍のタンカー契約に合意し、米国のパートナーと提携する」とAFPに述べた。ペンタゴンの広報担当者は、「国防総省は公平かつ公平な競争を維持し、すべての有資格者からの提案を歓迎する」と述べた。しかし最高経営責任者（CEO）アレクセイ・フェドロフは「UACはタンカー入札に参加する予定ではなく、合弁事業を設立する予定もない」と発言しこれを否定した。